# Brullioles
Brullioles és un municipi francès situat al departament del Roine i a la regió d'Alvèrnia-Roine-Alps. L'any 2007 tenia 725 habitants.

## Demografia

### Població
El 2007 la població de fet de Brullioles era de 725 persones. Hi havia 280 famílies de les quals 70 eren unipersonals (39 homes vivint sols i 31 dones vivint soles), 74 parelles sense fills, 113 parelles amb fills i 23 famílies monoparentals amb fills.
La població ha evolucionat segons el següent gràfic:
Habitants censats

### Habitatges
El 2007 hi havia 348 habitatges, 285 eren l'habitatge principal de la família, 44 eren segones residències i 19 estaven desocupats. 308 eren cases i 36 eren apartaments. Dels 285 habitatges principals, 207 estaven ocupats pels seus propietaris, 75 estaven llogats i ocupats pels llogaters i 3 estaven cedits a títol gratuït; 17 tenien dues cambres, 60 en tenien tres, 82 en tenien quatre i 126 en tenien cinc o més. 220 habitatges disposaven pel capbaix d'una plaça de pàrquing. A 119 habitatges hi havia un automòbil i a 150 n'hi havia dos o més.

### Piràmide de població
La piràmide de població per edats i sexe el 2009 era:
| Homes | Edats   | Dones |
| ----- | ------- | ----- |
| 0     | 95 o +  | 0     |
| 4     | 90 a 94 | 0     |
| 4     | 85 a 89 | 4     |
| 0     | 80 a 84 | 4     |
| 8     | 75 a 79 | 8     |
| 28    | 70 a 74 | 4     |
| 8     | 65 a 69 | 20    |
| 16    | 60 a 64 | 20    |
| 24    | 55 a 59 | 4     |
| 16    | 50 a 54 | 20    |
| 32    | 45 a 49 | 24    |
| 32    | 40 a 44 | 24    |
| 20    | 35 a 39 | 24    |
| 12    | 30 a 34 | 16    |
| 12    | 25 a 29 | 8     |
| 24    | 20 a 24 | 20    |
| 16    | 15 a 19 | 44    |
| 28    | 10 a 14 | 24    |
| 8     | 5 a 9   | 24    |
| 28    | 0 a 4   | 20    |

## Economia
El 2007 la població en edat de treballar era de 452 persones, 371 eren actives i 81 eren inactives. De les 371 persones actives 362 estaven ocupades (201 homes i 161 dones) i 9 estaven aturades (2 homes i 7 dones). De les 81 persones inactives 34 estaven jubilades, 23 estaven estudiant i 24 estaven classificades com a «altres inactius».

### Ingressos
El 2009 a Brullioles hi havia 293 unitats fiscals que integraven 754 persones, la mediana anual d'ingressos fiscals per persona era de 17.468 €.

### Activitats econòmiques
Dels 31 establiments que hi havia el 2007, 3 eren d'empreses alimentàries, 1 d'una empresa de fabricació de material elèctric, 2 d'empreses de fabricació d'altres productes industrials, 10 d'empreses de construcció, 6 d'empreses de comerç i reparació d'automòbils, 2 d'empreses de transport, 2 d'empreses d'hostatgeria i restauració, 2 d'empreses immobiliàries, 1 d'una empresa de serveis i 2 d'empreses classificades com a «altres activitats de serveis».
Dels 13 establiments de servei als particulars que hi havia el 2009, 2 eren tallers de reparació d'automòbils i de material agrícola, 1 paleta, 1 guixaire pintor, 3 fusteries, 2 lampisteries, 2 perruqueries, 1 restaurant i 1 agència immobiliària.
Dels 3 establiments comercials que hi havia el 2009, 1 era una botiga de menys de 120 m², 1 una fleca i 1 una botiga d'equipament de la llar.
L'any 2000 a Brullioles hi havia 31 explotacions agrícoles que ocupaven un total de 736 hectàrees.

## Equipaments sanitaris i escolars
El 2009 hi havia una escola elemental.

## Poblacions més properes
El següent diagrama mostra les poblacions més properes.